# ساگامور (ماساچوست)
ساگامور (به انگلیسی: Sagamore) یک منطقهٔ مسکونی در ایالات متحده آمریکا است که در شهرستان برنستبل، ماساچوست واقع شده‌است. ساگامور ۹٫۱ کیلومتر مربع مساحت و ۳٬۶۲۳ نفر جمعیت دارد و ۱۷٫۰۷ متر بالاتر از سطح دریا واقع شده‌است.